# 円明院 (徳川家綱側室)
円明院（えんみょういん、万治3年（1660年） - 元禄2年11月23日（1690年1月3日））は、江戸時代の女性で、4代将軍・徳川家綱の側室。俗名は満流（まる）。父は佐脇安清。

## 生涯
大奥に入った経緯は不明である。家綱は側室・お振の方を亡くし、満流を寵愛したと云われている。延宝6年（1678年）に家綱の子を懐胎したが、月足らずの流産に終わってしまう。
その後は懐妊することなく、延宝8年（1680年）に家綱が死去した後には尼となった。元禄2年11月23日（1690年1月3日）に没する。享年30。戒名は円明院智本心鏡沙弥尼。墓所は東京都新宿区の天龍寺。